# Cuteberto da Cantuária
Cuteberto (em latim: Cudberhtus, Cutberhtus, Cudbertus, Cutbertus, Cuthberchtus, Cuthberhctus, Gutbertus, Cuthbertus, Cuthberhtus; em inglês antigo: Cudberth, Cudbright, Cutberht, Cutbert, Cuthberht, Cuthbert, Cuthbryht Cuðberhtus, Cuðbertus, Cuðbriht, Cuðbryht, Cuþberht, Cuþbriht, Cuþbryht e Eadberht; m. 26 de outubro de 760) foi arcebispo da Cantuária no século VIII. Antes de sua elevação à Cantuária, foi abade de uma casa monástica e talvez pode ter sido bispo de Herefórdia, mas a evidência para Herefórdia data de após a conquista normanda da Inglaterra em 1066. Enquanto arcebispo, realizou concílios e construiu uma nova igreja na Cantuária. Foi em seu arcebispado que a diocese de Iorque foi elevada a arcebispado. Cuteberto morreu em 760 e foi reconhecido como santo.

## Vida

### Primeiros anos e Herefórdia
De origem nobre, Cuteberto é registrado pela primeira vez como abade de Lyminge, de onde foi elevado à sé de Herefórdia em 736. A identificação do bispo de Herefórdia com o Cuteberto que tornou-se arcebispo, porém, vem de Florêncio de Worcester e outras fontes pós-conquista. O registro contemporâneo da Crônica Anglo-Saxônica diz que Cuteberto foi consagrado arcebispo, talvez indicando que foi transladado. Nenhuma consagração é necessária quando um bispo é transladado de uma sé para outra. Dada a natureza das fontes, a identificação do bispo de Herefórdia com o arcebispo, embora provável, não pode ser reconhecida como provada.
Se Cuteberto estava em Herefórdia, serviu naquela capacidade por quatro anos antes de sua elevação à sé da Cantuária em 740. É creditado com a composição de um epitáfio ao túmulo de seus três predecessores em Herefórdia. A catedral da sé pode sequer estar em Herefórdia no tempo de Cuteberto. Quem quer que Cuteberto fosse antes de sua eleição à Cantuária, provavelmente deveu sua escolha como arcebispo à influência do rei Etelbaldo da Mércia. Alguns mércios foram nomeados à Cantuária durante os anos 730 e 740, o que sugere que a autoridade mércia estava se expandindo sobre Câncio.

### Cantuária
Cuteberto foi destinatário de uma longa carta de Bonifácio de Mogúncia que reclamada da moral frouxa do clero das ilhas britânicas, e grande consumo de álcool dos bispos a ponto de alguns deles se intoxicarem; também são relatados os processos de um sínodo franco, que Bonifácio esperava que Cuteberto implementaria, e há uma condenação aos leigos que estavam capturando mosteiros de bispos, abades e abadessas e aqueles que mantinham superstições sobre o vestuário. Durante o tempo de Cuteberto como arcebispo ele não reclamou autoridade sobre toda a Britânia, como seu predecessor Notelmo. Papa Gregório III em 735 enviou um pálio ao bispo de Iorque, elevando a sé de Iorque ao estatuto de arcebispado. Como sinal disso, Cuteberto apenas consagrou bispos ao sul do Humber e seus sínodos foram frequentados por bispos do sul da Britânia. Em data incerta, Cuteberto é relatado concluindo o bordado de um tecido em forma de cruz que havia sido abandonado e que enterrou seis pessoas numa tumba.
Em 741, Cuteberto testemunhou o documento do rei Etelberto II no qual concedia os direitos de pesca no rio Limen, terras em torno do oratório de São Martinho e pastos em Biscopes wic (The Wicks, Broomhill, Câncio) à Igreja de Lyminge. Em 742, também testemunhou o documento de Etelbaldo no quando ele confirmava privilégios às igrejas de Câncio. No mesmo ano, Cuteberto presidiu um sínodo em Clovecho ao qual estiveram presentes Etelbaldo e muitos sábios, cujos nomes não são registrados. Cuteberto presidiu o Concílio de Clovecho em 747 junto de Etelbaldo; por intermédio do diácono Cineberto, enviou a pauta do concílio para Bonifácio. Esta reunião ordenou que todo o clero explicasse os dogmas básicos do cristianismo aos leigos, bem como legislou sobre as vestimentas clericais, controle de mosteiro e o comportamento do clero. Também foi exigido que cada diocese realizasse um sínodo para proclamar as decisões do concílio. Cuteberto enviou seu diácono Cineberto para Gregório III após o concílio com um relatório e suas resoluções. Essa ação pode ter sido resposta às reclamações ao papado de Bonifácio sobre Cuteberto e Etelbaldo. As ações do concílio também foram reunidas numa coleção sob comando de Cuteberto.
Em 748, testemunhou um documento de Etelbaldo no qual garantia ao abade Edburga e sua família nos mosteiros de São Maria e São Pedro e Paulo em Thanet a remissão de metade de um pedágio sobre um navio, talvez em Londres. No mesmo ano, ou em 760, também testemunhou o documento de Erdúlfo de Câncio no qual concedia direitos de pastagem em Holanspic, Petteridge em Brenchley e Lindridge à Catedral de Rochester. Após o concílio, Cuteberto continuou a corresponder-se com Bonifácio até o martírio do último em 754 na Frísia. Cuteberto enviou cartas ao sucessor de Bonifácio, Lulo; numa sugere a Lulo que renovassem a comunidade de oradores já estabelecida por Bonifácio com a igreja da Cantuária e noutra manda condolências pela morte de Bonifácio e diz que num sínodo geral nomearia o dia litúrgico do falecido. Em 757 ou 758, testemunhou um documento de Cenúlfo da Saxônia Ocidental que concedia 5 hidas em North Stoke, Somersécia à Abadia de Batônia.
Cuteberto conduziu um sínodo em 758, mas nada se sabe sobre ele. Também construiu a Igreja de São João Batista na Cantuária que foi destruída num incêndio em 1067. A nova igreja estava no lado oeste da catedral e foi usada como batistério. A igreja também tornou-se local de sepultamento de muitos arcebispos e depois foi usada para ordálias. Não há nenhuma referência contemporânea explícita que afirma que esses usos foram pretendidos por Cuteberto, ms o fato de que a igreja foi dedicada a São João Batista leva a crer que Cuteberto ao menos pretendia que a nova igreja fosse um batistério. As práticas funerárias dos arcebispos não mudaram após Cuteberto, mas não está claro se foi pretendido por ele, como um cartulário da Cantuária pós-conquista afirma, ou foi devido a outras razões, não conectadas a ele. Sonia Hawkes argumentou que a mudança nos costumes mortuários, que se estenderam por boa parte da Britânia, resultaram do enterro obrigatório de Cuteberto nos jardins da igreja, em vez de fora dos limites da cidade como era costume, mas a evidência se baseia na tradição do século XVI na Cantuária e evidência arqueológica inconclusiva da mudança nos padrões.

### Morte e legado
Cuteberto adoeceu e quando estava próximo de falecer pediu que fosse sepultado em sua igreja. Morreu em 26 de outubro de 760 e foi depois considerado santo com sua festa ocorrendo no mesmo dia. Foi o primeiro arcebispo da Cantuária a não ser sepultado na Abadia de Santo Agostinho. Segundo as fontes relatam, os monges de Santo Agostinho, de modo a preservar esse antigo costume, estavam propensos a querer arrancar os corpos dos arcebispos falecidos para levá-lo à abadia. Desse modo, Cuteberto estabeleceu que não deveria haver choro ou lamento na corte ou na cidade, nem rituais fúnebres em público. Tudo teria estado quieto lá dentro, e pessoas de fora eram impedidas de entrar enquanto seu corpo foi levado à igreja.